# Riverview (Novo Brunswick)
Riverview é uma cidade canadense da província de New Brunswick localizada ao sul do rio Petitcodiac. Sua população é 17.010 habitantes (censo de 2000).